# Belgian Paralympic Committee
Het Belgian Paralympic Committee (BPC) is de overkoepelende organisatie in België van de georganiseerde sport voor mensen met een handicap. Het treedt op als het Belgische Nationaal Paralympisch Comité en is daarmee de officiële Belgische vertegenwoordiger  bij het Europees Paralympisch Comité (EPC) en het Internationaal Paralympisch Comité (IPC).  Het Belgian Paralympic Committee heeft twee leden, een Vlaamse liga (Parantee) en een Franstalige liga voor gehandicaptensport (LHF). 
Het BPC stuurt Belgische atleten uit naar wereld- en Europese kampioenschappen en om de vier jaar naar de Paralympische Spelen, de Olympische Spelen voor atleten met een visuele, motorische of verstandelijke handicap. België stuurt al sinds de eerste Paralympische Spelen in 1960 een delegatie naar elke Zomerspelen.
De opdrachten van het BPC:
- promotie van de sport voor personen met een handicap
- ondersteuning bieden aan Parantee en LHF
- ijveren voor een statuut voor topsportatleten
- opstellen van selectiecriteria
- coördinatie van de nationale en internationale competities
- voorbereiding en organisatie van de deelname aan internationale wedstrijden
- coördinatie van de sportkalender
- deelname aan de activiteiten van de internationale federaties

## Geschiedenis
De professoren Pierre Houssa en Albert Tricot van het Centrum voor Traumatologie en Readaptatie in het Brugmann-ziekenhuis te Brussel gebruikten sinds 1952 sport als een middel voor readaptatie met de steun van Victor Boin, de toenmalige voorzitter van het BOIC.  Pierre Houssa had het idee dat jaar opgepikt bij een bezoek aan een Britse instelling in Stoke Mandeville. Twee jaar later, in 1954, namen een aantal van hun patiënten deel aan een internationaal treffen in Stoke Mandeville.  In 1958 werd een soortgelijk treffen in Brussel georganiseerd.
De Belgische Sportfederatie voor Gehandicapten (BSVG) werd in 1960 opgericht, met Victor Boin als eerste voorzitter, en Pierre Houssa als een van de vicevoorzitters.  
In 1977 besloot men het BSVG te splitsen in een Nederlandstalige liga, de Vlaamse Liga Gehandicaptensport (VLG) en de Franstalige Ligue Handisport Francophone (LHF). Deze twee verenigingen werden leden van het BSVG. Het BSVG zelf behoudt enkel een overkoepelende functie voor de organisatie van de competitiesport.
In 2001 werd de BSVG het Belgian Paralympic Committee (BPC). DE VLG nam de naam Parantee aan in 2012.
Tot 2003 bleef het secretariaat gehuisvest in het Brugmann-ziekenhuis, in 2003 werd een nieuw gemakkelijk toegankelijk gebouw in gebruik genomen op de Heizelvlakte, tegenover het gebouw van het BOIC.